# دهستان گنج افروز
گنج افروز، دهستانی است از توابع بخش مرکزی شهرستان بابل در استان مازندران ایران.

## جمعیت
براساس سرشماری سال ۱۳۸۵جمعیت آن ۲۲۷۹۲ نفر (۶۰۹۵ خانوار) بوده‌است.